# ボーイフレンド (aikoの曲)
「ボーイフレンド」は、aikoのメジャー通算6枚目のシングル。 2000年（平成12年）9月20日にポニーキャニオンから発売された。

## 概要
- 前作「桜の時」から約7ヶ月ぶりに発売されたシングル。
- オリコン週間チャートは2位であったが、同デイリーチャートでは1位を3度獲得しており、自身初のオリコンチャート1位獲得となった。発売12週目で累計売上が50万枚を突破し、aikoのシングルでは最大のセールスを記録した。
- 初回限定盤のみカラートレイ仕様。初回限定盤の歌詞カードに写っているバス停をよく見ると、「歌う犬」「暴威不練怒（ぼういふれんど）」と記されている。また「茶髪厳禁」という看板が待合室の壁に付いている。通常盤の裏ジャケットにも同じ写真があるが、これらの仕掛けはなく、バス停の表示もぼかされて読めなくなっている。
- 撮影地となったバス停は、神奈川県三浦市の京急バス「剣崎小学校」である。まとめIIのブックレットでも再び登場しており、そこではバス停の表示が「魔兎女（まとめ）」になっている。
- 初回限定盤には帯がついているが、通常盤には帯がなく、バーコードが裏面にシール貼りされているのみである。
- 発売当時はノンタイアップであったが、後にブリヂストン・アルベルトのCMで「ボーイフレンド」が使用された。
- この曲で第51回NHK紅白歌合戦に初出場した。
- サビは「あぁ テトラポット登って」というフレーズで始まるが、消波ブロックの商標名である「テトラポッド」ではなく「テトラポット」であったため、特定商品の宣伝にはあたらないと判断され、NHK紅白歌合戦では歌詞に手を加えることなく歌われた[2]。このフレーズをもじった「テトラポット登」の芸名で活動する声優がいる。
- 「ボーイフレンド」「密かなさよならの仕方」は、3rdアルバム『夏服』に収録。「ボーイフレンド」は2011年リリースのベスト・アルバム『まとめII』にも収録されている。

## 収録曲
全曲 作詞・作曲：AIKO、編曲：島田昌典
1. ボーイフレンド
2. 密かなさよならの仕方
3. 前ならえ。
4. ボーイフレンド（Instrumental version）